# Antonín Butz z Rollsbergu
Antonín Butz svobodný pán z Rollsbergu (11. července 1771 Uherské Hradiště – 31. prosince 1843 Olomouc) byl kanovníkem olomoucké a kroměřížské kapituly a prelát, v roce 1842–1843 byl děkanem teologické fakulty v Olomouci.